# Дмитрий Иванович Донской
Дми́трий Ива́нович Донско́й (др.-рус. Дмитрей Ивановичь; 12 октября 1350, Москва — 19 мая 1389, там же) — князь Московский (с 1359 года), великий князь Владимирский и князь Новгородский (с 1363 года). Сын князя Ивана II Красного и его второй жены, княгини Александры. Прозван «Донским» за победу в Куликовской битве близ реки Дон.
В правление князя Дмитрия Донского Московское княжество стало одним из главных центров объединения русских земель, а Великое княжество Владимирское стало наследственной собственностью московских князей, хотя при этом из-под его влияния ушли Тверское и Смоленское княжества. Были одержаны значительные военные победы над Золотой Ордой. Также был построен белокаменный Московский Кремль. Жизнеописание князя и сведения о его правлении подробно изложены в анонимном памятнике литературы XIV века «Слово о житии и о преставлении великого князя Дмитрия Ивановича, царя Русского».

## Биография

### Ранние годы. Борьба с Суздалем
После смерти отца в 1359 году опекуном 9-летнего князя Дмитрия и фактическим верховным правителем Московского княжества стал митрополит Алексий, обладавший сильным характером, большим авторитетом и даром дипломата. Двум своим сыновьям Иван Красный завещал владения, оставленные Иваном Калитой соответственно Семёну и ему. После скорой смерти младшего брата эти владения соединились под властью Дмитрия.
В Золотой Орде со смертью Бердибека (1359 год) началась «великая замятня» — продолжительный период борьбы за власть. Великое княжество Владимирское по смерти Ивана Красного было отдано нижегородско-суздальским князьям. В 1362 году впервые упомянутый русскими летописями в западной части Орды темник беклярбек Мамай, фактически управлявший от имени хана Абдуллы, выдал ярлык Дмитрию Ивановичу. Затем московское войско выгнало из Переяславля и Владимира суздальского князя Дмитрия Константиновича. Впоследствии Москва поддержала его права на Нижний Новгород в обмен на отказ от претензий на Владимир, а Дмитрий Иванович женился на его дочери Евдокии.
Распад Золотой Орды коснулся не только её азиатской части: в мордовских землях укрепился Тагай, а в Волжской Булгарии — Булат-Тимур. Оба были разбиты соответственно рязанцами в 1365 году у Шишевского леса и суздальцами в 1367 году на реке Пьяне. Русские княжества не только оборонялись, но и наступали: в 1370 году суздальцы вторглись в Волжскую Булгарию и посадили там мамаевых ставленников. Таким образом власть Мамая распространилась на все земли западнее реки Волги.

### Вмешательство в тверскую междоусобицу и война с Литвой
В 1362 году великий князь литовский Ольгерд разгромил при Синих Водах трёх ордынских князей, включил в состав своего государства Киев, Подолье, Посемье и Переяславль Южный, прекратив данническую зависимость этих земель от Золотой Орды. В 1368 году обострился конфликт в Тверском княжестве, долгое время после разгрома 1327 года находившемся под контролем Москвы. Микулинский князь Михаил Александрович с помощью состоявшего с ним в родстве Ольгерда занял тверской престол, выгнав своего дядю, Василия Михайловича, главу кашинских князей, состоявших в родстве с московскими. Дважды (в 1368 и в 1370 годах) московская рать вторгалась под Тверь и дважды после этого Ольгерд безуспешно осаждал Москву, в которой в 1367 году был отстроен новый белокаменный Кремль.
К началу 1370-х годов исследователи относят возобновление даннической зависимости находившихся в составе Великого княжества Литовского южнорусских земель в рамках литовско-ордынского союза, направленного против Московского княжества, что повлекло за собой складывание оппозиции на восточнославянских землях Литовского княжества (в частности, на сторону Москвы перешёл Роман Михайлович). За участие во втором походе Ольгерда на Москву митрополитом Алексием был отлучён от церкви смоленский князь Святослав Иванович (Михаил Тверской и поддержавший его в местном территориальном споре владыка Василий были отлучены ранее). В 1371 году Ольгерд обратился к константинопольскому патриарху Филофею с просьбой поставить отдельного митрополита в Киев с властью на Смоленск, Тверь, Новосиль и Нижний Новгород.

В 1370 году Мамай выдал ярлык на великое княжение Владимирское Михаилу Тверскому, и тот развернул активные военные действия в Северо-Восточной Руси, в том числе с помощью литовских князей. Дмитрий собрал войска и открыто не подчинился требованиям пришедшего с Михаилом из Орды посла: к ярлыку не еду, Михаила на княжение в землю Владимирскую не пущу, а тебе, послу, путь чист. В 1371 году Дмитрий заключил соглашение с Мамаем, по которому был установлен размер дани ниже, чем при Узбеке и Джанибеке, сам получил ярлык и выкупил находящегося в Орде тверского княжича за 10 тыс. рублей. Ольгерд в третий раз лично двинулся на Москву, московское войско вышло ему навстречу, и был заключён Любутский мир, а Владимир Храбрый женился на Елене Ольгердовне (1372 год).
- Печать с образом святого покровителя — Димитрия Солунского
- Печать со всадником, вооружённым мечом
- Печать с надписью «Все сѧ минетъ» («Всё сие минует») во время чумы[7]

### Борьба с Золотой Ордой

#### Победа над Мамаем
В 1371 году князь Дмитрий Иванович попытался поставить под свой контроль Рязань (войско возглавлял перешедший на службу в Москву из Великого княжества Литовского Дмитрий Михайлович Боброк-Волынский), разбив её войско в битве при Скорнищеве, выгнав из неё Олега Ивановича и посадив Владимира Дмитриевича, но Олег вернулся в 1372 году и при заключении Любутского мира упомянут как князь, находящийся в союзе с Москвой. По Рязани пришёлся первый удар Мамая, в 1373 году, и уже в 1374 году у Дмитрия установилось с ним «розмирие». Исследователи считают, что это означало конец выплаты дани и в том размере, который был установлен в 1371 году. В 1374 году прошёл съезд князей в Переяславле-Залесском, который служил консолидации вокруг Москвы антиордынских сил, в том числе и находившихся в составе великого княжества Литовского.
В 1374 году Мамай вновь попытался воздействовать на князя Дмитрия Ивановича через Михаила Тверского, вторично выдав ему ярлык, что вызвало поход соединённых сил Северо-Восточной Руси, а также смолян, на Тверь, в результате чего Михаил признал себя младшим братом Дмитрия, обязался участвовать во всех антиордынских акциях Москвы и отказался от претензий на Кашин (1375 год). Ольгерд провёл карательный поход в смоленские земли.
В 1376 году Дмитрий отправил войско во главе с Дмитрием Боброком в Волжскую Булгарию. Был взят откуп с мамаевых ставленников и посажены русские таможенники. В том же году Дмитрий ходил далеко за Оку, остерегаясь рати татарской. Примерно в том районе (Волчья Вода) указывает местоположение отряда Арапши, готовящегося к вторжению на Русь, «летописная повесть о побоище на Пьяне». В 1377 году московско-суздальское войско выступило на восточные рубежи Руси и было уничтожено там на стоянке татарами из Мамаевой орды, были разорены Нижний Новгород, а затем Рязань.
В 1378 году по приказу Мамая 5 ордынских туменов во главе с мурзой Бегичем выступили в поход на Москву, вскоре были разбиты княжеской дружиной на р. Вожа в рязанских пределах. В сражении также участвовал псковский князь Андрей Ольгердович, перешедший на службу к Дмитрию из Литвы после смерти Ольгерда и потери Полоцка в пользу Ягайло и его союзника Скиргайло.
В том же году умер митрополит Алексий, и Дмитрий, желая иметь митрополитом своего духовника Митяя, вынудил его постричься в монашество и занять архимандрию в придворном Спасском монастыре.
Великий князь отказался принять митрополита Киприана (его люди ограбили митрополита и не пустили его в Москву), за что организаторы и причастные были специальным посланием Киприана отлучены от церкви и прокляты «по правилам святых отцов». Это положило начало многолетнему церковному кризису, см. Борьба за киевскую митрополию (1379-1389).
В Соборном определении константинопольского патриарха Дмитрий Иванович назван великим князем Московии («μέγας ρήξ τοϋ Μοσχοβίου»).
В 1379 году Мамай вновь разорил Рязанское княжество, зимой 1379/1380 годов на московскую службу в Переяславль-Залесский перешёл Дмитрий Ольгердович, князь стародубский и трубчевский. В 1377 году от Ягайлы перешли к венгерскому и польскому королю Людовику I Великому волынские и подольские Гедиминовичи, начавшие военные действия против Орды ещё в 1374 году.
К апрелю 1380 года противник Мамая Тохтамыш вышел к устью Дона, однако Мамай предпринял поход на Москву с большим привлечением наёмников (в связи с большими потерями своих войск на Воже), прежде всего генуэзцев. Мамай планировал соединиться на южном берегу Оки с Ягайло и Олегом Рязанским. Когда Дмитрий вывел свои войска к Коломне, ему пришло требование Мамая восстановить выплату дани в тех размерах, что были при Узбеке и Джанибеке. Тогда Дмитрий ответил отказом и вывел войска от Коломны на устье реки Лопасни, откуда переправился за Оку с оставлением стратегического резерва в Москве, а затем совершил многодневный марш за Дон, ускоряя столкновение с одним только Мамаем. Эпизод с благословением русского войска Сергием Радонежским часть историков относят к битве на Воже, также некоторые убитые в Куликовской битве одновременно называются в качестве убитых в битвах на Пьяне и Воже.
После победы на Куликовом поле в 1380 году князь Дмитрий Иванович не продолжил поход вглубь степей (хотя на наличие у него такого плана указывает присутствие в его войске проводников-сурожан) из-за высоких потерь. При этом Мамай, вернувшись в Крым, собрал остаток сил для того, чтобы идти на Русь изгоном, но вынужден был вывести это войско против Тохтамыша и потерпел поражение. Русские князья лишь обменялись посольствами с Тохтамышем по поводу его воцарения. За грабёж возвращавшихся с Куликова поля обозов Олег вторично был изгнан Дмитрием из Рязани, но в 1381 году по условиям мира, аналогичных миру с Михаилом Тверским 1375 года, признал себя младшим братом московского князя.

В условиях закрепления за Москвой роли центра консолидации русских земель и борьбы с Ордой митрополит всея Руси Киприан превратился в естественного союзника Дмитрия. В 1381 году Киприан прибыл в Москву. Тем временем в Литве к власти пришли сторонники антиордынского союза с Москвой во главе с князем Кейстутом, который признал влияние Москвы в Смоленске и в верховских княжествах. Андрей Ольгердович вернулся в Полоцк. Однако уже в 1382 году под прямым военным давлением Тевтонского ордена и дипломатической поддержке Орды Ягайло вернулся к власти.
- Исторические картины, посвящённые Куликовской битве
- О. А. Кипренский, "Дмитрий Донской на Куликовом поле", 1805
- В. К. Сазонов «Дмитрий Донской на Куликовом поле», 1824 г.
- А. Ивон, "Куликовская битва", 1849 г.
- В. П. Верещагин, Дмитрия Донской перед Куликовской битвой, 1896 г.
- Неизвестный гравер, Дмитрий Донской у тел Пересвета и Челубея, 1900 г.
- В. М. Васнецов, «Битва на Куликовом поле», 1915

#### Нашествие Тохтамыша
Тохтамыш, стремясь восстановить данническую зависимость земель владимирского княжения, в 1382 году провёл поход на Русь, рассчитанный на то, чтобы русские войска не успели собраться, взял Москву обманом, но один из его отрядов был разбит Владимиром Андреевичем под Волоколамском. Михаил Тверской вновь заявил свои права на владимирское княжение, и Дмитрий заключил соглашение с Тохтамышем, по которому ярлык остался в роду московских князей, Дмитрий выплатил Тохтамышу дань за два прошедших с поражения Мамая года, но при этом Тверь получила независимость от владимирского княжения (в мирном договоре 1399 года тверской князь уже называется не младшим братом московского, а просто братом). Тогда же в состав Тверского княжества вернулся Кашин.
Уже в 1382 году произошёл разрыв Киприана с Дмитрием Донским, и Дмитрий вернулся к политике создания собственной митрополии. Перспектива даннической зависимости от Орды сыграла свою роль в вопросе самоопределения спорных между Москвой и Литвой русских княжеств. Новгород, в котором в 1379—1380 годах сидел литовский князь Юрий Наримунтович, в 1383 году принял его брата Патрикея.
В 1384 году при посредничестве вдовы Ольгерда Ульяны Александровны был заключён предварительный договор между Дмитрием и Владимиром, с одной стороны, и Ягайло, Скиргайло и Корибутом, с другой, о бракосочетании Ягайло с дочерью Дмитрия и объявлении православия государственной религией Великого княжества Литовского, но в том же году Ягайло подписал с тевтонцами Дубисский договор, по которому обязался в течение 4 лет, напротив, принять католицизм. Второе намерение было реализовано: в 1385 году Ягайло заключил с Польшей унию и женился на наследнице польского престола Ядвиге. Утверждение унии на литовско-русских землях было связано с сопротивлением: в частности, Святослав Иванович смоленский погиб в сражении с литовцами (1386 год), а Андрей Ольгердович потерял Полоцк (1387 год).
В 1386 году после нападений ушкуйников на земли по Волге Дмитрий Донской привёл войска из 29 волостей на расстояние 15 вёрст к Новгороду и получил от него контрибуцию 8 тыс. рублей в два срока (сумма в точности соответствовала признанной Дмитрием задолженности по ордынскому выходу за 1381—1382 годы; очевидно, Дмитрий хотел таким образом восполнить собранную в 1383—1384 годах с разорённой войной территории великого княжения и ушедшую в Орду сумму). После очередного конфликта с Рязанью был заключён «вечный мир», скреплённый браком Фёдора Ольговича с дочерью Дмитрия Донского Софьей.

### Вопрос о престолонаследии
В 1388 году, незадолго до смерти Дмитрия Донского, имел место конфликт с Владимиром Андреевичем Храбрым. Сначала Дмитрием были арестованы серпуховские бояре, затем, после обещаний Владимиру дополнительных владений, последний признал Дмитрия отцом, а Дмитриевичей старшими братьями (после смерти Дмитрия Василию пришлось выполнить обещания отца: Владимир получил Волоколамск и Ржев, а затем обменял их на Углич и Козельск). Дмитрий успел помириться на этом с Владимиром за два месяца до смерти: он умер 19 мая 1389 года.
В своём завещании Дмитрий Донской первым из московских князей упоминает великое княжение (Владимир, Переяславль-Залесский, Кострому), Белоозеро, Дмитров, Углич, Галич. Не менее ново было распоряжение Димитрия, чтобы мелкие князья Московской земли жили в Москве при дворе великого князя, а не по своим вотчинам. Однако, завещание содержало неясные указания на то, кто должен был наследовать великое княжение после Василия Дмитриевича, и завещание использовалось затем Юрием Дмитриевичем в борьбе против племянника Василия Васильевича, к которому в 1425 году при поддержке его деда по матери Витовта и хана Улу-Мухаммеда в нарушение родового принципа наследования перешло великое княжение.

### Оценка личности в историографии
«Воспитанный среди опасностей и шума воинского, он не имел знаний, почерпаемых в книгах, но знал Россию и науку правления; силою одного разума и характера заслужил от современников имя орла высокопарного в делах государственных, словами и примером вливал мужество в сердца воинов и, будучи младенец незлобием, умел с твердостию казнить злодеев. Современники особенно удивлялись его смирению в счастии. Какая победа в древние и новые времена была славнее Донской, где каждый россиянин сражался за отечество и ближних? Но Димитрий, осыпаемый хвалами признательного народа, опускал глаза вниз и возносился сердцем единственно к Богу Всетворящему. — Целомудренный в удовольствиях законной любви супружеской, он до конца жизни хранил девическую стыдливость и, ревностный в благочестии подобно Мономаху, ежедневно ходил в церковь, всякую неделю в Великий Пост приобщался Святых Таин и носил власяницу на голом теле; однако ж не хотел следовать обыкновению предков, умиравших всегда иноками: ибо думал, что несколько дней или часов монашества перед кончиною не спасут души и что государю пристойнее умереть на троне, нежели в келье».— Н. М. Карамзин, «История государства Российского», том 5, глава I.
За первые 20 лет своего правления князь Дмитрий Донской сумел стать признанным главой антиордынской политики в русских землях, собирателем русских земель («всех князей русских привожаше под свою волю»). Представление о независимости и политическом единстве Руси стало при нём совпадать с идеей сильной великокняжеской московской власти. Великое княжество Владимирское окончательно перешло под власть Москвы, тем самым сделав процесс московского возвышения необратимым. Территория Московского княжества расширилась при Дмитрии за счёт территорий Переяславля, Галича, Белоозера, Углича, Дмитрова, части Мещеры, а также костромских, чухломских, стародубских и северных коми-зырянских (где была основана Пермская епископия) земель.
С другой стороны, были потеряны западные земли, включая Тверь (1383 год) и Смоленск (1386 год), а основная территория была разорена как войнами с Великим княжеством Литовским (с первым литовским вторжением в 1368 году закончилась отмеченная летописцем тишина великая на 40 лет, наступившая в Северо-Восточной Руси после разгрома Твери) и другими княжествами, так и нашествием Тохтамыша и последующей выплатой значительной дани. По мнению Костомарова Н. И.

Княжение Димитрия Донского принадлежит к самым несчастным и печальным эпохам истории многострадального русского народа. Беспрестанные разорения и опустошения, то от внешних врагов, то от внутренних усобиц, следовали одни за другими в громадных размерах— Русская история в жизнеописаниях её главнейших деятелей
К беспрестанным разорениям и опустошениям, то от внешних врагов, то от внутренних усобиц, необходимо добавить необыкновенные природные обстоятельства того времени — нашествие чумы, пожары, засухи, голод. К примеру, Н. М. Карамзин писал:
«Сия жестокая язва несколько раз проходила и возвращалась. В Смоленске она свирепствовала три раза: наконец (в 1387 году) осталось в нём только пять человек; которые, по словам летописи, вышли и затворили город, наполненный трупами».— Н. М. Карамзин, «История государства Российского», том 5, глава I
.
В самой Москве, кроме белокаменного Кремля, были возведены монастыри-крепости (Симонов, Андроников), прикрывавшие подступы к центру города. При Дмитрии Донском в Москве была впервые начата чеканка серебряной монеты — раньше, чем в других русских княжествах и землях. Культурную жизнь княжества времён Донского характеризует создание произведений, связанных с победой русского оружия (ставших позже основой «Сказания о Мамаевом побоище» и «Задонщины», прославлявших успехи русского оружия на Куликовом поле).
Великий князь владимирский и московский Дмитрий Иванович Донской умер 19 мая 1389 года, погребён в Москве в Архангельском соборе Кремля.

## Семья
Единственной женой Дмитрия была Евдокия, дочь великого князя Суздальско-Нижегородского Дмитрия Константиновича (венчание состоялось в Коломне 18 января 1366 года). У Дмитрия и Евдокии было двенадцать детей:
1. Даниил Дмитриевич (1370 — 15 сентября 1379).
2. Василий I Дмитриевич (30 декабря 1371 — 27 февраля 1425).
3. Софья Дмитриевна (умерла в 1427), в 1387 году вышла замуж за Фёдора, сына Олега Рязанского.
4. Юрий Дмитриевич Звенигородский (26 ноября 1374 — 5 июня 1434)[18].
5. Мария Дмитриевна (умерла 15 мая 1399) — вышла замуж за мстиславского князя Лугвения (Семёна), сына великого князя литовского Ольгерда.
6. Анастасия Дмитриевна — вышла замуж за Ивана Всеволодовича, князя Холмского
7. Симеон Дмитриевич (умер 11 сентября 1379).
8. Андрей Дмитриевич Можайский (14 августа 1382 — 9 июля 1432).
9. Пётр Дмитриевич Дмитровский (29 июля 1385 — 10 августа 1428).
10. Анна Дмитриевна (родилась 8 января 1387) — вышла замуж за князя Юрия Патрикеевича
11. Иван Дмитриевич (1380[19] — 29 июля 1393), в монашестве Иоасаф.
12. Константин Дмитриевич (14 мая 1389 — 1433) — князь Углицкий

## Потомки
Все великие князи Московские вплоть до Фёдора Ивановича являются прямыми потомками Дмитрия Донского
|  |  |                |                |                |                |                |                |  |  |                 |                 |                 |                 |                   |                   |                   |                   |                   |                   |                  |                  |                  |                  |                  |                  |                  |                  |                  |                  |                      |                      |                      |                      | Дмитрий Донской      |                      |                     |                     |                     |                     |                 |                 |                 |                 |                 |                 |                       |                       |                       |                       |                       |                       |                |                |                      |                      |                      |                      |                      |                      |                 |                 |                 |                 |  |  |                 |                 |                 |                 |                 |                 |  |  |  |  |  |  |  |  |  |  |  |  |  |  |  |  |  |  |  |  |  |  |  |  |  |  |  |  |  |  |  |  |  |  |  |  |  |  |  |  |  |  |  |  |  |  |  |  |  |  |  |  |  |  |
|  |  |                |                |                |                |                |                |  |  |                 |                 |                 |                 |                   |                   |                   |                   |                   |                   |                  |                  |                  |                  |                  |                  |                  |                  |                  |                  |                      |                      |                      |                      |                      |                      |                     |                     |                     |                     |                 |                 |                 |                 |                 |                 |                       |                       |                       |                       |                       |                       |                |                |                      |                      |                      |                      |                      |                      |                 |                 |                 |                 |  |  |                 |                 |                 |                 |                 |                 |  |  |  |  |  |  |  |  |  |  |  |  |  |  |  |  |  |  |  |  |  |  |  |  |  |  |  |  |  |  |  |  |  |  |  |  |  |  |  |  |  |  |  |  |  |  |  |  |  |  |  |  |  |  |
|  |  |                |                |                |                |                |                |  |  |                 |                 |                 |                 |                   |                   |                   |                   |                   |                   |                  |                  |                  |                  |                  |                  |                  |                  |                  |                  |                      |                      |                      |                      |                      |                      |                     |                     |                     |                     |                 |                 |                 |                 |                 |                 |                       |                       |                       |                       |                       |                       |                |                |                      |                      |                      |                      |                      |                      |                 |                 |                 |                 |  |  |                 |                 |                 |                 |                 |                 |  |  |  |  |  |  |  |  |  |  |  |  |  |  |  |  |  |  |  |  |  |  |  |  |  |  |  |  |  |  |  |  |  |  |  |  |  |  |  |  |  |  |  |  |  |  |  |  |  |  |  |  |  |  |
|  |  |                |                |                |                |                |                |  |  |                 |                 |                 |                 | Андрей Дмитриевич | Андрей Дмитриевич | Андрей Дмитриевич | Андрей Дмитриевич | Андрей Дмитриевич | Андрей Дмитриевич |                  |                  | Пётр Дмитриевич  | Пётр Дмитриевич  | Пётр Дмитриевич  | Пётр Дмитриевич  | Пётр Дмитриевич  | Пётр Дмитриевич  |                  |                  | Василий I Дмитриевич | Василий I Дмитриевич | Василий I Дмитриевич | Василий I Дмитриевич | Василий I Дмитриевич | Василий I Дмитриевич |                     |                     | Иван Дмитриевич     | Иван Дмитриевич     | Иван Дмитриевич | Иван Дмитриевич | Иван Дмитриевич | Иван Дмитриевич |                 |                 | Константин Дмитриевич | Константин Дмитриевич | Константин Дмитриевич | Константин Дмитриевич | Константин Дмитриевич | Константин Дмитриевич |                |                | Юрий Звенигородский  | Юрий Звенигородский  | Юрий Звенигородский  | Юрий Звенигородский  | Юрий Звенигородский  | Юрий Звенигородский  |                 |                 |                 |                 |  |  |                 |                 |                 |                 |                 |                 |  |  |  |  |  |  |  |  |  |  |  |  |  |  |  |  |  |  |  |  |  |  |  |  |  |  |  |  |  |  |  |  |  |  |  |  |  |  |  |  |  |  |  |  |  |  |  |  |  |  |  |  |  |  |
|  |  |                |                |                |                |                |                |  |  |                 |                 |                 |                 | Андрей Дмитриевич | Андрей Дмитриевич | Андрей Дмитриевич | Андрей Дмитриевич | Андрей Дмитриевич | Андрей Дмитриевич |                  |                  | Пётр Дмитриевич  | Пётр Дмитриевич  | Пётр Дмитриевич  | Пётр Дмитриевич  | Пётр Дмитриевич  | Пётр Дмитриевич  |                  |                  | Василий I Дмитриевич | Василий I Дмитриевич | Василий I Дмитриевич | Василий I Дмитриевич | Василий I Дмитриевич | Василий I Дмитриевич |                     |                     | Иван Дмитриевич     | Иван Дмитриевич     | Иван Дмитриевич | Иван Дмитриевич | Иван Дмитриевич | Иван Дмитриевич |                 |                 | Константин Дмитриевич | Константин Дмитриевич | Константин Дмитриевич | Константин Дмитриевич | Константин Дмитриевич | Константин Дмитриевич |                |                | Юрий Звенигородский  | Юрий Звенигородский  | Юрий Звенигородский  | Юрий Звенигородский  | Юрий Звенигородский  | Юрий Звенигородский  |                 |                 |                 |                 |  |  |                 |                 |                 |                 |                 |                 |  |  |  |  |  |  |  |  |  |  |  |  |  |  |  |  |  |  |  |  |  |  |  |  |  |  |  |  |  |  |  |  |  |  |  |  |  |  |  |  |  |  |  |  |  |  |  |  |  |  |  |  |  |  |
|  |  |                |                |                |                |                |                |  |  |                 |                 |                 |                 |                   |                   |                   |                   |                   |                   |                  |                  |                  |                  |                  |                  |                  |                  |                  |                  |                      |                      |                      |                      |                      |                      |                     |                     |                     |                     |                 |                 |                 |                 |                 |                 |                       |                       |                       |                       |                       |                       |                |                |                      |                      |                      |                      |                      |                      |                 |                 |                 |                 |  |  |                 |                 |                 |                 |                 |                 |  |  |  |  |  |  |  |  |  |  |  |  |  |  |  |  |  |  |  |  |  |  |  |  |  |  |  |  |  |  |  |  |  |  |  |  |  |  |  |  |  |  |  |  |  |  |  |  |  |  |  |  |  |  |
|  |  |                |                |                |                |                |                |  |  | Иван Андреевич  | Иван Андреевич  | Иван Андреевич  | Иван Андреевич  | Иван Андреевич    | Иван Андреевич    |                   |                   | Михаил Андреевич  | Михаил Андреевич  | Михаил Андреевич | Михаил Андреевич | Михаил Андреевич | Михаил Андреевич |                  |                  | Иван Васильевич  | Иван Васильевич  | Иван Васильевич  | Иван Васильевич  | Иван Васильевич      | Иван Васильевич      |                      |                      | Василий II Тёмный    | Василий II Тёмный    | Василий II Тёмный   | Василий II Тёмный   | Василий II Тёмный   | Василий II Тёмный   |                 |                 | Дмитрий Красный | Дмитрий Красный | Дмитрий Красный | Дмитрий Красный | Дмитрий Красный       | Дмитрий Красный       |                       |                       | Василий Косой         | Василий Косой         | Василий Косой  | Василий Косой  | Василий Косой        | Василий Косой        |                      |                      | Дмитрий Шемяка       | Дмитрий Шемяка       | Дмитрий Шемяка  | Дмитрий Шемяка  | Дмитрий Шемяка  | Дмитрий Шемяка  |  |  |                 |                 |                 |                 |                 |                 |  |  |  |  |  |  |  |  |  |  |  |  |  |  |  |  |  |  |  |  |  |  |  |  |  |  |  |  |  |  |  |  |  |  |  |  |  |  |  |  |  |  |  |  |  |  |  |  |  |  |  |  |  |  |
|  |  |                |                |                |                |                |                |  |  | Иван Андреевич  | Иван Андреевич  | Иван Андреевич  | Иван Андреевич  | Иван Андреевич    | Иван Андреевич    |                   |                   | Михаил Андреевич  | Михаил Андреевич  | Михаил Андреевич | Михаил Андреевич | Михаил Андреевич | Михаил Андреевич |                  |                  | Иван Васильевич  | Иван Васильевич  | Иван Васильевич  | Иван Васильевич  | Иван Васильевич      | Иван Васильевич      |                      |                      | Василий II Тёмный    | Василий II Тёмный    | Василий II Тёмный   | Василий II Тёмный   | Василий II Тёмный   | Василий II Тёмный   |                 |                 | Дмитрий Красный | Дмитрий Красный | Дмитрий Красный | Дмитрий Красный | Дмитрий Красный       | Дмитрий Красный       |                       |                       | Василий Косой         | Василий Косой         | Василий Косой  | Василий Косой  | Василий Косой        | Василий Косой        |                      |                      | Дмитрий Шемяка       | Дмитрий Шемяка       | Дмитрий Шемяка  | Дмитрий Шемяка  | Дмитрий Шемяка  | Дмитрий Шемяка  |  |  |                 |                 |                 |                 |                 |                 |  |  |  |  |  |  |  |  |  |  |  |  |  |  |  |  |  |  |  |  |  |  |  |  |  |  |  |  |  |  |  |  |  |  |  |  |  |  |  |  |  |  |  |  |  |  |  |  |  |  |  |  |  |  |
|  |  |                |                |                |                |                |                |  |  |                 |                 |                 |                 |                   |                   |                   |                   |                   |                   |                  |                  |                  |                  |                  |                  |                  |                  |                  |                  |                      |                      |                      |                      |                      |                      |                     |                     |                     |                     |                 |                 |                 |                 |                 |                 |                       |                       |                       |                       |                       |                       |                |                |                      |                      |                      |                      |                      |                      |                 |                 |                 |                 |  |  |                 |                 |                 |                 |                 |                 |  |  |  |  |  |  |  |  |  |  |  |  |  |  |  |  |  |  |  |  |  |  |  |  |  |  |  |  |  |  |  |  |  |  |  |  |  |  |  |  |  |  |  |  |  |  |  |  |  |  |  |  |  |  |
|  |  |                |                |                |                |                |                |  |  |                 |                 |                 |                 |                   |                   |                   |                   |                   |                   |                  |                  |                  |                  |                  |                  |                  |                  |                  |                  |                      |                      |                      |                      |                      |                      |                     |                     |                     |                     |                 |                 |                 |                 |                 |                 |                       |                       |                       |                       |                       |                       |                |                |                      |                      |                      |                      |                      |                      |                 |                 |                 |                 |  |  |                 |                 |                 |                 |                 |                 |  |  |  |  |  |  |  |  |  |  |  |  |  |  |  |  |  |  |  |  |  |  |  |  |  |  |  |  |  |  |  |  |  |  |  |  |  |  |  |  |  |  |  |  |  |  |  |  |  |  |  |  |  |  |
|  |  | Семён Иванович | Семён Иванович | Семён Иванович | Семён Иванович | Семён Иванович | Семён Иванович |  |  | Андрей Иванович | Андрей Иванович | Андрей Иванович | Андрей Иванович | Андрей Иванович   | Андрей Иванович   |                   |                   | Василий Удалой    | Василий Удалой    | Василий Удалой   | Василий Удалой   | Василий Удалой   | Василий Удалой   |                  |                  | Борис Васильевич | Борис Васильевич | Борис Васильевич | Борис Васильевич | Борис Васильевич     | Борис Васильевич     |                      |                      | Иван III Васильевич  | Иван III Васильевич  | Иван III Васильевич | Иван III Васильевич | Иван III Васильевич | Иван III Васильевич |                 |                 | Андрей Большой  | Андрей Большой  | Андрей Большой  | Андрей Большой  | Андрей Большой        | Андрей Большой        |                       |                       | Андрей Меньшой        | Андрей Меньшой        | Андрей Меньшой | Андрей Меньшой | Андрей Меньшой       | Андрей Меньшой       |                      |                      | Юрий Васильевич      | Юрий Васильевич      | Юрий Васильевич | Юрий Васильевич | Юрий Васильевич | Юрий Васильевич |  |  | Иван Шемякин    | Иван Шемякин    | Иван Шемякин    | Иван Шемякин    | Иван Шемякин    | Иван Шемякин    |  |  |  |  |  |  |  |  |  |  |  |  |  |  |  |  |  |  |  |  |  |  |  |  |  |  |  |  |  |  |  |  |  |  |  |  |  |  |  |  |  |  |  |  |  |  |  |  |  |  |  |  |  |  |
|  |  | Семён Иванович | Семён Иванович | Семён Иванович | Семён Иванович | Семён Иванович | Семён Иванович |  |  | Андрей Иванович | Андрей Иванович | Андрей Иванович | Андрей Иванович | Андрей Иванович   | Андрей Иванович   |                   |                   | Василий Удалой    | Василий Удалой    | Василий Удалой   | Василий Удалой   | Василий Удалой   | Василий Удалой   |                  |                  | Борис Васильевич | Борис Васильевич | Борис Васильевич | Борис Васильевич | Борис Васильевич     | Борис Васильевич     |                      |                      | Иван III Васильевич  | Иван III Васильевич  | Иван III Васильевич | Иван III Васильевич | Иван III Васильевич | Иван III Васильевич |                 |                 | Андрей Большой  | Андрей Большой  | Андрей Большой  | Андрей Большой  | Андрей Большой        | Андрей Большой        |                       |                       | Андрей Меньшой        | Андрей Меньшой        | Андрей Меньшой | Андрей Меньшой | Андрей Меньшой       | Андрей Меньшой       |                      |                      | Юрий Васильевич      | Юрий Васильевич      | Юрий Васильевич | Юрий Васильевич | Юрий Васильевич | Юрий Васильевич |  |  | Иван Шемякин    | Иван Шемякин    | Иван Шемякин    | Иван Шемякин    | Иван Шемякин    | Иван Шемякин    |  |  |  |  |  |  |  |  |  |  |  |  |  |  |  |  |  |  |  |  |  |  |  |  |  |  |  |  |  |  |  |  |  |  |  |  |  |  |  |  |  |  |  |  |  |  |  |  |  |  |  |  |  |  |
|  |  |                |                |                |                |                |                |  |  |                 |                 |                 |                 |                   |                   |                   |                   |                   |                   |                  |                  |                  |                  |                  |                  |                  |                  |                  |                  |                      |                      |                      |                      |                      |                      |                     |                     |                     |                     |                 |                 |                 |                 |                 |                 |                       |                       |                       |                       |                       |                       |                |                |                      |                      |                      |                      |                      |                      |                 |                 |                 |                 |  |  |                 |                 |                 |                 |                 |                 |  |  |  |  |  |  |  |  |  |  |  |  |  |  |  |  |  |  |  |  |  |  |  |  |  |  |  |  |  |  |  |  |  |  |  |  |  |  |  |  |  |  |  |  |  |  |  |  |  |  |  |  |  |  |
|  |  | Василий Тулуп  | Василий Тулуп  | Василий Тулуп  | Василий Тулуп  | Василий Тулуп  | Василий Тулуп  |  |  |                 |                 |                 |                 |                   |                   |                   |                   |                   |                   |                  |                  | Фёдор Борисович  | Фёдор Борисович  | Фёдор Борисович  | Фёдор Борисович  | Фёдор Борисович  | Фёдор Борисович  |                  |                  | Иван Борисович       | Иван Борисович       | Иван Борисович       | Иван Борисович       | Иван Борисович       | Иван Борисович       |                     |                     | Иван Андреевич      | Иван Андреевич      | Иван Андреевич  | Иван Андреевич  | Иван Андреевич  | Иван Андреевич  |                 |                 | Дмитрий Андреевич     | Дмитрий Андреевич     | Дмитрий Андреевич     | Дмитрий Андреевич     | Дмитрий Андреевич     | Дмитрий Андреевич     |                |                |                      |                      |                      |                      |                      |                      |                 |                 |                 |                 |  |  | Василий Шемячич | Василий Шемячич | Василий Шемячич | Василий Шемячич | Василий Шемячич | Василий Шемячич |  |  |  |  |  |  |  |  |  |  |  |  |  |  |  |  |  |  |  |  |  |  |  |  |  |  |  |  |  |  |  |  |  |  |  |  |  |  |  |  |  |  |  |  |  |  |  |  |  |  |  |  |  |  |
|  |  | Василий Тулуп  | Василий Тулуп  | Василий Тулуп  | Василий Тулуп  | Василий Тулуп  | Василий Тулуп  |  |  |                 |                 |                 |                 |                   |                   |                   |                   |                   |                   |                  |                  | Фёдор Борисович  | Фёдор Борисович  | Фёдор Борисович  | Фёдор Борисович  | Фёдор Борисович  | Фёдор Борисович  |                  |                  | Иван Борисович       | Иван Борисович       | Иван Борисович       | Иван Борисович       | Иван Борисович       | Иван Борисович       |                     |                     | Иван Андреевич      | Иван Андреевич      | Иван Андреевич  | Иван Андреевич  | Иван Андреевич  | Иван Андреевич  |                 |                 | Дмитрий Андреевич     | Дмитрий Андреевич     | Дмитрий Андреевич     | Дмитрий Андреевич     | Дмитрий Андреевич     | Дмитрий Андреевич     |                |                |                      |                      |                      |                      |                      |                      |                 |                 |                 |                 |  |  | Василий Шемячич | Василий Шемячич | Василий Шемячич | Василий Шемячич | Василий Шемячич | Василий Шемячич |  |  |  |  |  |  |  |  |  |  |  |  |  |  |  |  |  |  |  |  |  |  |  |  |  |  |  |  |  |  |  |  |  |  |  |  |  |  |  |  |  |  |  |  |  |  |  |  |  |  |  |  |  |  |
|  |  |                |                |                |                |                |                |  |  |                 |                 |                 |                 |                   |                   |                   |                   |                   |                   |                  |                  |                  |                  |                  |                  |                  |                  |                  |                  |                      |                      |                      |                      |                      |                      |                     |                     |                     |                     |                 |                 |                 |                 |                 |                 |                       |                       |                       |                       |                       |                       |                |                |                      |                      |                      |                      |                      |                      |                 |                 |                 |                 |  |  |                 |                 |                 |                 |                 |                 |  |  |  |  |  |  |  |  |  |  |  |  |  |  |  |  |  |  |  |  |  |  |  |  |  |  |  |  |  |  |  |  |  |  |  |  |  |  |  |  |  |  |  |  |  |  |  |  |  |  |  |  |  |  |
|  |  |                |                |                |                |                |                |  |  |                 |                 |                 |                 | Иван Молодой      | Иван Молодой      | Иван Молодой      | Иван Молодой      | Иван Молодой      | Иван Молодой      |                  |                  | Юрий Иванович    | Юрий Иванович    | Юрий Иванович    | Юрий Иванович    | Юрий Иванович    | Юрий Иванович    |                  |                  | Василий III Иванович | Василий III Иванович | Василий III Иванович | Василий III Иванович | Василий III Иванович | Василий III Иванович |                     |                     | Дмитрий Жилка       | Дмитрий Жилка       | Дмитрий Жилка   | Дмитрий Жилка   | Дмитрий Жилка   | Дмитрий Жилка   |                 |                 | Семён Иванович        | Семён Иванович        | Семён Иванович        | Семён Иванович        | Семён Иванович        | Семён Иванович        |                |                | Андрей Иванович      | Андрей Иванович      | Андрей Иванович      | Андрей Иванович      | Андрей Иванович      | Андрей Иванович      |                 |                 |                 |                 |  |  |                 |                 |                 |                 |                 |                 |  |  |  |  |  |  |  |  |  |  |  |  |  |  |  |  |  |  |  |  |  |  |  |  |  |  |  |  |  |  |  |  |  |  |  |  |  |  |  |  |  |  |  |  |  |  |  |  |  |  |  |  |  |  |
|  |  |                |                |                |                |                |                |  |  |                 |                 |                 |                 | Иван Молодой      | Иван Молодой      | Иван Молодой      | Иван Молодой      | Иван Молодой      | Иван Молодой      |                  |                  | Юрий Иванович    | Юрий Иванович    | Юрий Иванович    | Юрий Иванович    | Юрий Иванович    | Юрий Иванович    |                  |                  | Василий III Иванович | Василий III Иванович | Василий III Иванович | Василий III Иванович | Василий III Иванович | Василий III Иванович |                     |                     | Дмитрий Жилка       | Дмитрий Жилка       | Дмитрий Жилка   | Дмитрий Жилка   | Дмитрий Жилка   | Дмитрий Жилка   |                 |                 | Семён Иванович        | Семён Иванович        | Семён Иванович        | Семён Иванович        | Семён Иванович        | Семён Иванович        |                |                | Андрей Иванович      | Андрей Иванович      | Андрей Иванович      | Андрей Иванович      | Андрей Иванович      | Андрей Иванович      |                 |                 |                 |                 |  |  |                 |                 |                 |                 |                 |                 |  |  |  |  |  |  |  |  |  |  |  |  |  |  |  |  |  |  |  |  |  |  |  |  |  |  |  |  |  |  |  |  |  |  |  |  |  |  |  |  |  |  |  |  |  |  |  |  |  |  |  |  |  |  |
|  |  |                |                |                |                |                |                |  |  |                 |                 |                 |                 |                   |                   |                   |                   |                   |                   |                  |                  |                  |                  |                  |                  |                  |                  |                  |                  |                      |                      |                      |                      |                      |                      |                     |                     |                     |                     |                 |                 |                 |                 |                 |                 |                       |                       |                       |                       |                       |                       |                |                |                      |                      |                      |                      |                      |                      |                 |                 |                 |                 |  |  |                 |                 |                 |                 |                 |                 |  |  |  |  |  |  |  |  |  |  |  |  |  |  |  |  |  |  |  |  |  |  |  |  |  |  |  |  |  |  |  |  |  |  |  |  |  |  |  |  |  |  |  |  |  |  |  |  |  |  |  |  |  |  |
|  |  |                |                |                |                |                |                |  |  |                 |                 |                 |                 | Дмитрий Иванович  | Дмитрий Иванович  | Дмитрий Иванович  | Дмитрий Иванович  | Дмитрий Иванович  | Дмитрий Иванович  |                  |                  |                  |                  |                  |                  |                  |                  |                  |                  | Иван IV Грозный      | Иван IV Грозный      | Иван IV Грозный      | Иван IV Грозный      | Иван IV Грозный      | Иван IV Грозный      |                     |                     | Юрий Васильевич     | Юрий Васильевич     | Юрий Васильевич | Юрий Васильевич | Юрий Васильевич | Юрий Васильевич |                 |                 |                       |                       |                       |                       |                       |                       |                |                | Владимир Андреевич   | Владимир Андреевич   | Владимир Андреевич   | Владимир Андреевич   | Владимир Андреевич   | Владимир Андреевич   |                 |                 |                 |                 |  |  |                 |                 |                 |                 |                 |                 |  |  |  |  |  |  |  |  |  |  |  |  |  |  |  |  |  |  |  |  |  |  |  |  |  |  |  |  |  |  |  |  |  |  |  |  |  |  |  |  |  |  |  |  |  |  |  |  |  |  |  |  |  |  |
|  |  |                |                |                |                |                |                |  |  |                 |                 |                 |                 | Дмитрий Иванович  | Дмитрий Иванович  | Дмитрий Иванович  | Дмитрий Иванович  | Дмитрий Иванович  | Дмитрий Иванович  |                  |                  |                  |                  |                  |                  |                  |                  |                  |                  | Иван IV Грозный      | Иван IV Грозный      | Иван IV Грозный      | Иван IV Грозный      | Иван IV Грозный      | Иван IV Грозный      |                     |                     | Юрий Васильевич     | Юрий Васильевич     | Юрий Васильевич | Юрий Васильевич | Юрий Васильевич | Юрий Васильевич |                 |                 |                       |                       |                       |                       |                       |                       |                |                | Владимир Андреевич   | Владимир Андреевич   | Владимир Андреевич   | Владимир Андреевич   | Владимир Андреевич   | Владимир Андреевич   |                 |                 |                 |                 |  |  |                 |                 |                 |                 |                 |                 |  |  |  |  |  |  |  |  |  |  |  |  |  |  |  |  |  |  |  |  |  |  |  |  |  |  |  |  |  |  |  |  |  |  |  |  |  |  |  |  |  |  |  |  |  |  |  |  |  |  |  |  |  |  |
|  |  |                |                |                |                |                |                |  |  |                 |                 |                 |                 |                   |                   |                   |                   |                   |                   |                  |                  |                  |                  |                  |                  |                  |                  |                  |                  |                      |                      |                      |                      |                      |                      |                     |                     |                     |                     |                 |                 |                 |                 |                 |                 |                       |                       |                       |                       |                       |                       |                |                |                      |                      |                      |                      |                      |                      |                 |                 |                 |                 |  |  |                 |                 |                 |                 |                 |                 |  |  |  |  |  |  |  |  |  |  |  |  |  |  |  |  |  |  |  |  |  |  |  |  |  |  |  |  |  |  |  |  |  |  |  |  |  |  |  |  |  |  |  |  |  |  |  |  |  |  |  |  |  |  |
|  |  |                |                |                |                |                |                |  |  |                 |                 |                 |                 |                   |                   |                   |                   |                   |                   |                  |                  | Дмитрий Иванович | Дмитрий Иванович | Дмитрий Иванович | Дмитрий Иванович | Дмитрий Иванович | Дмитрий Иванович |                  |                  | Иван Иванович        | Иван Иванович        | Иван Иванович        | Иван Иванович        | Иван Иванович        | Иван Иванович        |                     |                     | Фёдор Иванович      | Фёдор Иванович      | Фёдор Иванович  | Фёдор Иванович  | Фёдор Иванович  | Фёдор Иванович  |                 |                 | Дмитрий Углицкий      | Дмитрий Углицкий      | Дмитрий Углицкий      | Дмитрий Углицкий      | Дмитрий Углицкий      | Дмитрий Углицкий      |                |                | Василий Владимирович | Василий Владимирович | Василий Владимирович | Василий Владимирович | Василий Владимирович | Василий Владимирович |                 |                 |                 |                 |  |  |                 |                 |                 |                 |                 |                 |  |  |  |  |  |  |  |  |  |  |  |  |  |  |  |  |  |  |  |  |  |  |  |  |  |  |  |  |  |  |  |  |  |  |  |  |  |  |  |  |  |  |  |  |  |  |  |  |  |  |  |  |  |  |

## Память
Причислен к лику святых на Поместном соборе Русской православной церкви в 1988 году. День памяти — 19 мая (1 июня нового стиля). Также его память празднуется в соборе Тульских святых, день памяти — 22 сентября. С 2015 года установлено общее празднование памяти Дмитрия Донского и княгини Евдокии 19 мая (1 июня).
Имя Дмитрия Донского за несколько столетий стало символом русской воинской славы. В годы Великой Отечественной войны в честь Дмитрия Донского была названа танковая колонна, созданная по инициативе Московской патриархии на пожертвования верующих и переданная в 1944 году Красной армии. В 2004 году Русской православной церковью учреждён орден святого благоверного великого князя Димитрия Донского.
В русском флоте именем князя в разное время были названы парусные линейные корабли 1771 и 1809 годов постройки, винтовой фрегат, броненосный крейсер и две стратегических атомных подводных лодки — ТК-208 проекта 941 и строящаяся проекта 955.
С 13 июня 2018 года, по благословлению Патриарха Московского и всея Руси Кирилла, является небесным покровителем военной полиции Вооружённых Сил Российской Федерации.
В 2007 году в Коломне у стен кремля был установлен памятник Дмитрию Донскому. В 2013 году памятник Дмитрию Донскому был установлен в Москве.
В честь князя названы несколько церквей: в Нижнем Тагиле, Иловле и строящийся храм в Москве.
Именем Дмитрия Донского названы:
- Бульвар Дмитрия Донского, Северное Бутово, Москва, Россия[23]
- Станция метро «Бульвар Дмитрия Донского», Северное Бутово, Серпуховско-Тимирязевская линия, Москва, Россия[23][24]
- Ул. Дмитрия Донского, Калининград, Россия
- Ул. Дмитрия Донского, Иркутск, Россия
- Ул. Дмитрия Донского, Павловский Посад, Павлово-Посадский район, Московская область, Россия
- Ул. Дмитрия Донского, Коломна, Московская область, Россия
- Ул. Дмитрия Донского, Краснодар, Россия
- Ул. Дмитрия Донского, Новосибирск, Россия
- Ул. Дмитрия Донского, Уфа, Россия
- Ул. Дмитрия Донского, Одесса, Украина
- Ул. Дмитрия Донского, Брест, Белоруссия
- Набережная Дмитрия Донского, Коломна, Московская область, Россия
- Площадь Дмитрия Донского, Дзержинский, Московская область, Россия
- "МБОУ ООШ No 2 имени благоверного князя Димитрия Донского" Саратовская область, Энгельс

Является героем ряда художественных произведений: романа Сергея Бородина «Дмитрий Донской» (1941), поэмы «Дмитрий Донской» Валентина Сорокина (1977), романа Фёдора Шахмагонова «Ликуя и скорбя» (1979), романов Владимира Возовикова «Поле Куликово» (1980) и «Эхо Непрядвы» (1987), романов «Ветер времени» (1987), «Отречение» (1989) и «Святая Русь» (1997) Дмитрия Балашова (из цикла «Государи Московские»), романов «Искупление» В. Лебедева (1991) и «Чур меня» Б. Дедюхина (1993), повести «Бох и Шельма» Бориса Акунина (2014) и другие. Кондратий Рылеев посвятил князю Дмитрию одну из своих дум.
- Дмитрий Донской на памятнике «Тысячелетие России» в Великом Новгороде
- Памятник Дмитрию Донскому перед Маринкиной башней Коломенского кремля
- Почтовая марка. Россия, 1995 год
- Бюст Дмитрия Донского работы скульптора Игоря Бурганова
- Станция метро «Бульвар Дмитрия Донского»
- Блюдо с портретом Дмитрия Донского к 500-летию Куликовской битвы
- Государственный кредитный билет номиналом 5 рублей, 1884 год

## Образ Дмитрия Донского на экране

### Кинофильмы
- «Эпизод из жизни Дмитрия Донского» (1909 год, в роли князя — Кузьма Матвеев).
- «Рюриковичи. История первой династии» (2019; Россия) — докудрама, режиссёр Максим Беспалый, в роли Дмитрия  — Артур Федынко.

### Мультфильмы
- «Лебеди Непрядвы» (СССР, 1980 год) — режиссёр Роман Давыдов.
- «Пересвет и Ослябя» (Россия, 2010 год) — режиссёр Станислав Подивилов.